# Campeonato Mundial de Halterofilismo de 2023 - Até 67 kg masculino
A categoria até 67 kg masculino foi um evento do Campeonato Mundial de Halterofilismo de 2023, disputado em Riade, na Arábia Saudita, no dia 7 de setembro de 2023.

## Calendário
Horário local (UTC+3)
| Dia           | Horário | Fase    |
| ------------- | ------- | ------- |
| 7 de setembro | 16:00   | Grupo B |
| 7 de setembro | 19:00   | Grupo A |

## Medalhistas
| Evento    | Ouro             | Ouro   | Prata                    | Prata  | Bronze              | Bronze |
| --------- | ---------------- | ------ | ------------------------ | ------ | ------------------- | ------ |
| Arranque  | Chen Lijun (CHN) | 153 kg | Eko Yuli Irawan (INA)    | 146 kg | Gor Sahakyan (ARM)  | 142 kg |
| Arremesso | Chen Lijun (CHN) | 180 kg | Francisco Mosquera (COL) | 176 kg | Lee Sang-yeon (KOR) | 176 kg |
| Total     | Chen Lijun (CHN) | 333 kg | Eko Yuli Irawan (INA)    | 321 kg | Gor Sahakyan (ARM)  | 312 kg |

## Recordes
Antes desta competição, o recorde mundial da prova era o seguinte:
| Recorde         | Tipo      | Atleta             | Peso   | Local   | Data                   |
| Recorde Mundial | Arranque  | Huang Minhao (CHN) | 155 kg | Tóquio  | 6 de julho de 2019     |
| Recorde Mundial | Arremesso | Pak Jong-ju (PRK)  | 188 kg | Pattaya | 20 de setembro de 2019 |
| Recorde Mundial | Total     | Chen Lijun (CHN)   | 339 kg | Liampó  | 21 de abril de 2019    |

## Resultado
Os resultados foram os seguintes.
| Pos.              | Atleta                                    | Grupo | Arranque (kg) | Arranque (kg) | Arranque (kg) | Arranque (kg)     | Arremesso (kg) | Arremesso (kg) | Arremesso (kg) | Arremesso (kg)    | Total |
| Pos.              | Atleta                                    | Grupo | 1             | 2             | 3             | Resultado         | 1              | 2              | 3              | Resultado         | Total |
| ----------------- | ----------------------------------------- | ----- | ------------- | ------------- | ------------- | ----------------- | -------------- | -------------- | -------------- | ----------------- | ----- |
| Medalha de ouro   | Chen Lijun (CHN)                          | A     | 145           | 150           | 153           | Medalha de ouro   | 175            | 180            | —              | Medalha de ouro   | 333   |
| Medalha de prata  | Eko Yuli Irawan (INA)                     | B     | 142           | 146           | 150           | Medalha de prata  | 165            | 175            | 181            | 4                 | 321   |
| Medalha de bronze | Gor Sahakyan (ARM)                        | A     | 142           | 142           | 142           | Medalha de bronze | 170            | 170            | 170            | 6                 | 312   |
| 4                 | Francisco Mosquera (COL)                  | A     | 135           | 138           | 138           | 7                 | 176            | 181            | 181            | Medalha de prata  | 311   |
| 5                 | Lee Sang-yeon (KOR)                       | A     | 130           | 135           | 135           | 10                | 176            | 181            | 181            | Medalha de bronze | 306   |
| 6                 | Doston Yokubov (UZB)                      | A     | 132           | 135           | 135           | 9                 | 168            | 177            | 177            | 7                 | 303   |
| 7                 | Valentin Genchev (BUL)                    | A     | 130           | 135           | 135           | 8                 | 167            | 170            | 170            | 8                 | 302   |
| 8                 | Bunýad Raşidow (TKM)                      | A     | 140           | 143           | 145           | 5                 | 157            | 161            | 163            | 9                 | 301   |
| 9                 | Mohammad Yasin (INA)                      | B     | 130           | 135           | 140           | 4                 | 160            | 165            | 165            | 11                | 300   |
| 10                | Kaan Kahriman (TUR)                       | A     | 137           | 141           | 142           | 6                 | 158            | 161            | 165            | 10                | 298   |
| 11                | Seraj Al-Saleem (KSA)                     | B     | 121           | 121           | 125           | 13                | 155            | 158            | 165            | 14                | 283   |
| 12                | Sairamkez Akmolda (KAZ)                   | B     | 110           | 115           | 120           | 14                | 155            | 160            | 165            | 12                | 280   |
| 13                | Víctor Castro (ESP)                       | B     | 125           | 125           | 130           | 12                | 145            | 150            | 153            | 16                | 275   |
| 14                | Perhat Bagtyýarow (TKM)                   | B     | 115           | 120           | 120           | 15                | 145            | 150            | 155            | 15                | 275   |
| 15                | Mohammed Al-Zawri (KSA)                   | B     | 100           | 105           | 110           | 16                | 127            | 133            | 137            | 17                | 247   |
| 16                | Mohammad Nashrul Bin Haji Abu Bakar (BRU) | B     | 100           | 103           | 103           | 17                | 125            | 130            | 133            | 18                | 233   |
| 17                | Mohammed Abdulredha (KUW)                 | B     | 91            | 97            | 101           | 18                | 124            | 128            | 133            | 19                | 229   |
| 18                | Kaimauri Erati (KIR)                      | B     | 90            | 95            | 100           | 19                | 115            | 115            | 120            | 20                | 210   |
| —                 | Ferdi Hardal (TUR)                        | A     | 136           | 136           | 137           | —                 | 161            | —              | —              | —                 | —     |
| —                 | Goga Chkheidze (GEO)                      | A     | 130           | 134           | 135           | 11                | 160            | 160            | 161            | —                 | —     |
| —                 | He Yueji (CHN)                            | A     | 145           | 145           | 145           | —                 | 172            | 178            | 178            | 5                 | —     |
| —                 | Han Myeong-mok (KOR)                      | B     | 140           | 141           | 141           | —                 | 160            | 160            | —              | 13                | —     |
| —                 | Faris Durak (BIH)                         | B     | 100           | —             | —             | —                 | 120            | —              | —              | —                 | —     |
| —                 | Isa Rustamov (AZE)                        | B     | 128           | —             | —             | —                 | —              | —              | —              | —                 | —     |
| —                 | Acorán Hernández (ESP)                    | B     | —             | —             | —             | —                 | —              | —              | —              | —                 | —     |
| —                 | Angel Rusev (BUL)                         | B     | —             | —             | —             | —                 | —              | —              | —              | —                 | —     |